# Kathedrale von Sevilla

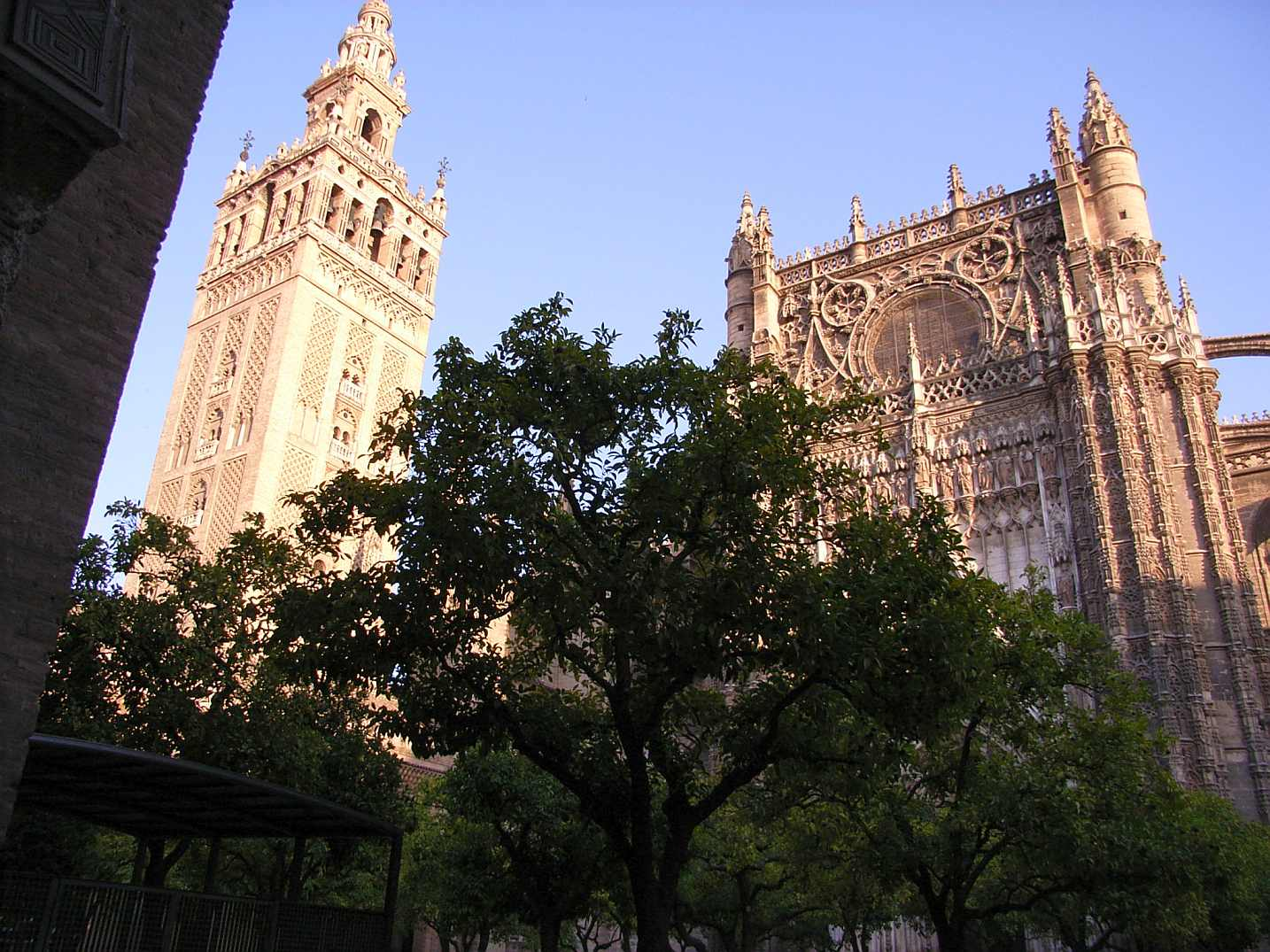
Kathedrale Westfassade und Giralda

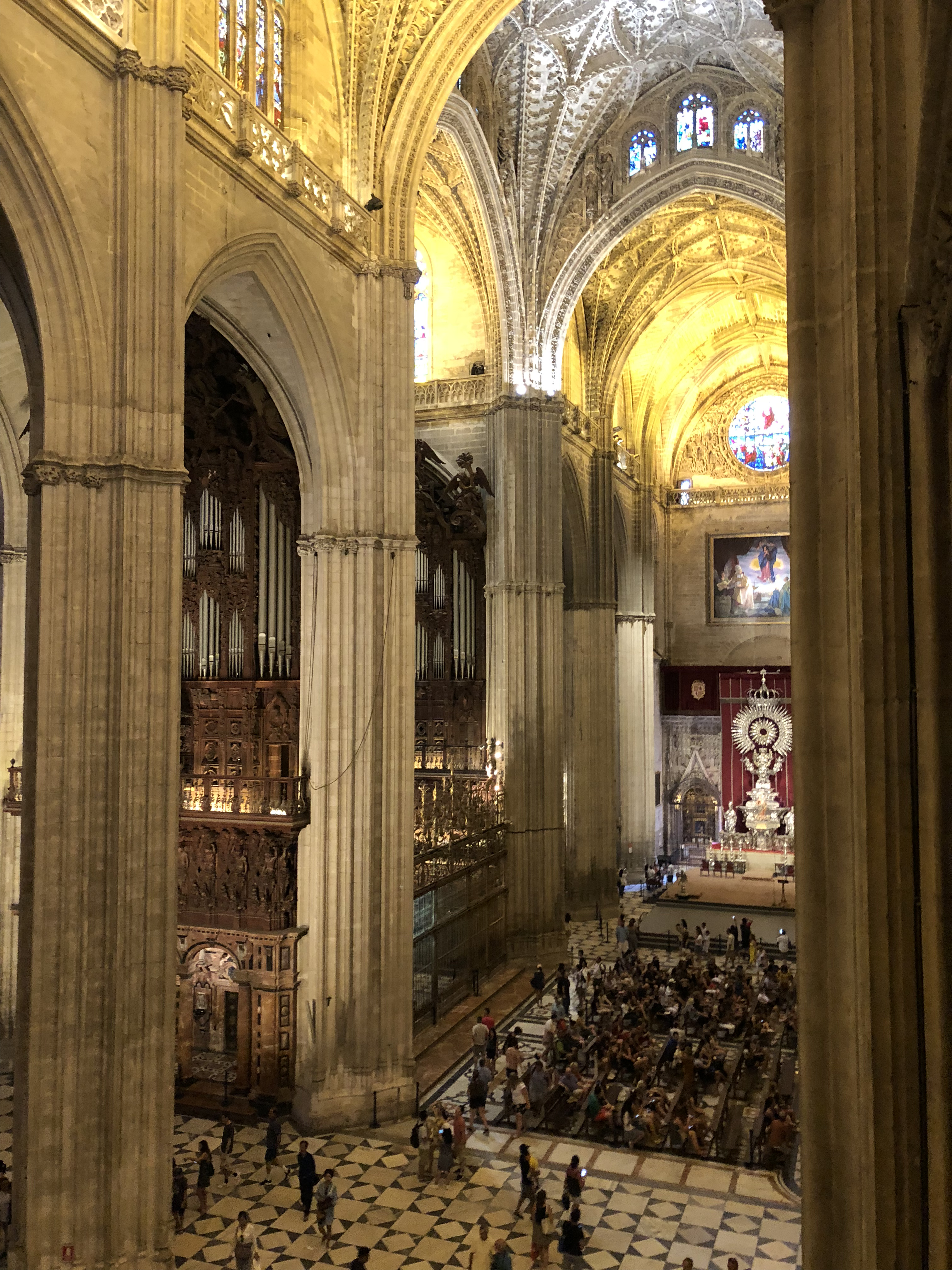
Innenansicht

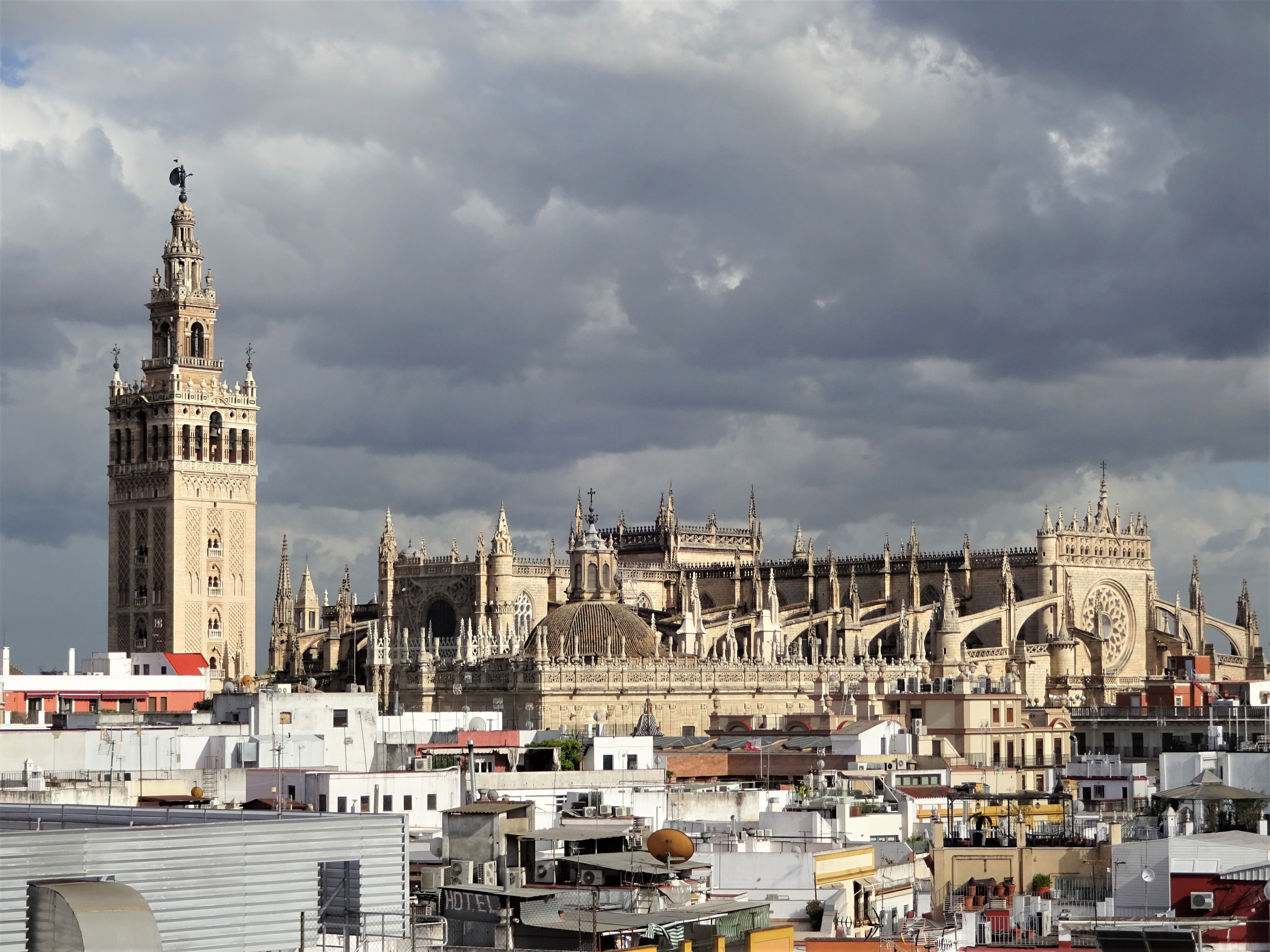
Kathedrale von Dachterrasse des Plaza Nueva

Die Kathedrale von Sevilla (Santa María de la Sede) ist die Bischofskirche des Erzbistums Sevilla in Sevilla. Sie ist die größte gotische Kirche Spaniens und eine der größten Kirchen der Welt. Sie wurde 1401–1519 erbaut, steht seit 1928 unter Denkmalschutz und gehört seit 1987 zum Weltkulturerbe der UNESCO.

## Kathedrale
Die Kathedrale wurde in den Jahren 1401 bis 1519 im Stil der Gotik auf den Überresten der im 12. Jahrhundert errichteten arabischen Mezquita Mayor gebaut. Sie ist nach der Mezquita-Catedral de Córdoba das zweitgrößte religiöse Gebäude Spaniens und zählt zu den größten Kathedralen der Welt. Ihre Länge beträgt zusammen mit der Königskapelle 145 m, ihre Breite 82 m. Die Höhe des mittleren Kirchenschiffes beträgt 42 m, insgesamt besitzt die Kathedrale fünf Kirchenschiffe.
Im Juli 2008 wurden der bislang älteste Grundrissplan der Kathedrale aus dem 16. Jahrhundert im nordspanischen Kloster Bidaurreta nahe San Sebastián gefunden. Die Zeichnung zeigt fünf Kirchenschiffe sowie 32 Säulen.
In der Kathedrale befindet sich neben prachtvollen Grabplastiken des Mittelalters auch das 1902 errichtete Grabmal für Christoph Kolumbus. Der Verbleib seiner Gebeine war nach mehrmaligen Atlantiküberquerungen ungewiss. Die vier Sargträger verkörpern die Königreiche Kastilien, León, Aragón und Navarra.

## Grundriss

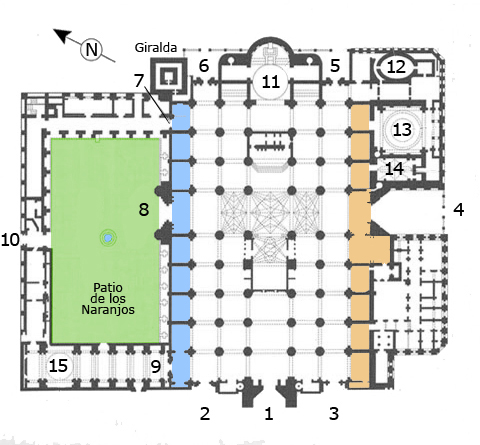
Grundriss der Kathedrale

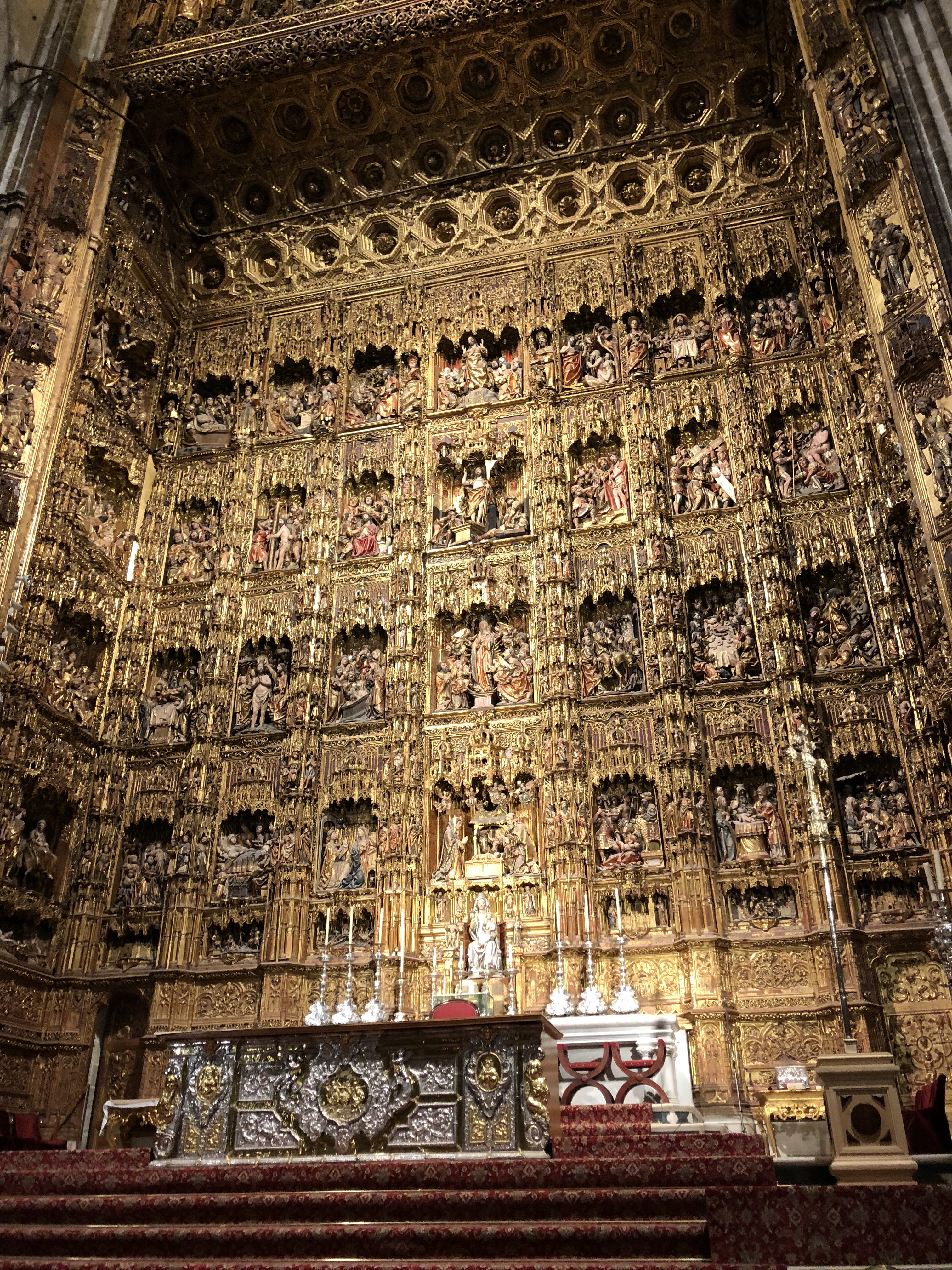
Hochaltar mit Retabel, Capilla Mayor

| Nr. | Name                      | Anmerkungen |
| --- | ------------------------- | --- |
| 1   | Puerta de la Asuncion     | Haupteingang; das Hauptportal wurde erst 1833 fertiggestellt und zeigt in ihrem Tympanon ein Steinrelief die „Himmelfahrt der Jungfrau Maria“ |
| 2   | Puerta del Bautismo       | Das Portal der Taufe wurde im 15. Jahrhundert gebaut und mit einer Szene der Taufe Jesu ausgeschmückt. Die Arbeit stammt aus der Werkstatt Lorenzo Mercadantes. Es ist im gotischen Stil gehalten. |
| 3   | Puerta del Nacimiento     | Portal der Geburt |
| 4   | Puerta de San Cristóbal   | auch Porta de la Lonja genannt |
| 5   | Puerta de las Campanillas | Der Name rührt aus der Erbauungszeit; von dort aus wurden Campanillas (Glöckchen) geschlagen, um die Arbeiter zu rufen. Hier befindet sich u. a. ein Relief, das Christi Einzug in Jerusalem zeigt. |
| 6   | Puerta de los Palos       | oder auch Puerta de la Adoración de los Magos angesichts eines Reliefs, welches die Verehrung der heiligen drei Könige zeigt. |
| 7   | Puerta del Lagarto        | Eidechsenpforte, vor dem Eingang ist ein präpariertes Krokodil aufgehängt |
| 8   | Puerta de la Concepción   | Das Tor der Empfängnis verbindet die Kathedrale mit dem Orangenhof. Es wird verschlossen gehalten und nur zu Festtagen geöffnet. Entworfen wurde es von Demetrio de los Rios und von Adolfo Fernandez Casanova fertiggestellt. Um sich in das Gesamtgebäude einzufügen, wurde es im gotischen Stile erbaut.                              |
| 9   | Puerta del Sagrario       | Das Tor des Heiligtums, der Zuflucht verbindet das Hauptgebäude mit dem Sanctuarium. Entworfen wurde es von Pedro Sanchez Falconete gegen Ende des 17. Jahrhunderts. Es wird von korinthischen Säulen eingerahmt. Über ihm ist eine Statue König Ferdinand III von Kastilien neben denen der Heiligen Isidor, Leander, Justa und Rufina. |
| 10  | Puerta del Perdón         | Eingangstor noch aus maurischer Zeit zum Orangenhof der alten Moschee. |
| 11  | Capilla Real              | bildet die „Stirnseite“ der Kathedrale: 38 Meter lang, in den Jahren 1551 bis 1575 anstelle der alten königlichen Grabkapelle erbaut, 1773 mit einem Gitter abgeschlossen. |
| 12  | Sala Capitular            | Kapitelsaal, erbaut 1530 bis 1592. Gemälde Unbefleckte Empfängnis von Murillo, um 1650 bis 1670. |
| 13  | Sacristía Mayor           | Der Bau des 16. Jahrhunderts birgt wertvolle Kunstschätze, unter anderem die Schlüssel von Sevilla (1248), ein Reliquiar von Alfonso X., eine Kreuzreliquie der hl. Helene, einen Bronzekandelaber von Bartolome Morel und das Gemälde „Kreuzabnahme“ von Pedro de Campana                                                               |
| 14  | Sacristía de los Cálices  | Sakristei der Kelche, von 1529. Gemälde von Goya (Hl. Justina und Hl. Rufina), Luis de Morales (Pieta) und Murillo (Hl. Familie). |
| 15  | Iglesia del Sagrario      | (1618–1662), ein schöner Barockbau, der einen Retablo birgt, der eine „Kreuzabnahme“ von Pedro Roldan trägt |

## Kapellen
Die Kapelle Capilla de San Antonio beherbergt das von Murillo geschaffene Bild La Visión de San Antonio (Visionen = Die Wahngebilde, gemeint sind die Versuchungen des hl. Antonius).
Als sehenswert gelten ebenfalls die Capilla de la Virgen de la Antigua mit dem Fresko Virgen sowie die in den Jahren 1551 bis 1575 im Stil der Renaissance erbaute Capilla Real. Die Königskapelle dient als die Grabkapelle für Ferdinand III., seine Frau Beatrix und seine Söhne, darunter Alfons X.
Die Capilla Mayor birgt mit dem Retablo, einem Hauptwerk der spanischen Holzschnitzgotik, das größte Altarretabel der Welt. Es entstand unter mehreren Meistern zwischen 1482 und 1564 und misst 23 (Höhe) mal 20 (Breite) Meter. Unten thront mittig das in Silber getriebene Bild der Virgen de la Sede, darüber breiten sich 45 prachtvolle und detailreiche Relieffelder mit holzgeschnitzten Szenen aus dem Leben Jesu Christi und Mariä aus.

## Orgel
Die Geschichte der Orgeln in der Kathedrale von Sevilla lässt sich bis in das Jahr 1479 zurückverfolgen. Im Laufe der Zeit gab es diverse Instrumente. Heute befinden sich im Mittelschiff (Chor) zwei große Orgeln. Sie sind spiegelbildlich zueinander in zwei Jochen gebaut mit dem Orgelprospekt jeweils zum Mittelschiff und zu den Seitenschiffen. Ihre barocken Prospekte sind aus massiven Holz gefertigt.
Das Instrument, das von einem zentralen, freistehenden Spieltisch angespielt wird, geht zurück auf das Werk von Aquelino Amezua aus dem Jahr 1901, das 1970 einer Neo-Barockisierung unterworfen wurde. 1996 hat Gerhard Grenzing (El Papiol, Spanien) die Orgel überholt und in den vormaligen Zustand zurückversetzt. Die Register verteilen sich auf fünf Werke, das Hauptwerk (organo mayor), das Rückpositiv („cadireta“, katalanisch: „Stühlchen“), das Schwellwerk (expresivo), das Bombardenwerk und das Pedal. Die Registerbezeichnungen beruhen auf dem Tiento.
| I Organo Mayor C-c4 |                   |        |
| 01.                 | flautado          | 16′    |
| 02.                 | violón            | 16′    |
| 03.                 | flautado          | 08′    |
| 04.                 | tapado            | 08′    |
| 05.                 | octava            | 04′    |
| 06.                 | quinta            | 01 ⁄3′ |
| 07.                 | corneta V         | 08′    |
| 08.                 | lleno mayor V-VI0 |        |
| 09.                 | zímbala VI        |        |
| 10.                 | bombarda          | 16′    |
| 11.                 | trompeta real     | 08′    |
| 12.                 | trompeta batalla  | 08′    |
| 13.                 | bajoncillo/clarín | 04′/8′ |
| 14.                 | orlos             | 08′    |
| 15.                 | clarín            | 08′    |
| 16.                 | chirimía          | 04′    |

| II Cadireta C-c4 |                |        |
| 17.              | flautado       | 08′    |
| 18.              | chiminea       | 08′    |
| 19.              | octava         | 04′    |
| 20.              | tapadillo      | 04′    |
| 21.              | docena         | 02 ⁄3′ |
| 22.              | quincena       | 02′    |
| 23.              | decinovena     | 01 ⁄3′ |
| 24.              | lleno III      |        |
| 25.              | zímbala III    |        |
| 26.              | churumbela II0 |        |
| 27.              | trompeta       | 08′    |
| 28.              | cromorno       | 08′    |
| 29.              | bajoncillo     | 04′    |

| III Expresivo C-c4 |                    |     |
| 30.                | flautado violón    | 16′ |
| 31.                | flauta armónica    | 08′ |
| 32.                | corno de gamo      | 08′ |
| 33.                | voz celeste        | 08′ |
| 34.                | principal          | 04′ |
| 35.                | flauta octaviante0 | 04′ |
| 36.                | lleno V            |     |
| 37.                | fagot              | 16′ |
| 38.                | trompeta           | 08′ |
| 39.                | clarín             | 04′ |
| 40.                | oboe               | 08′ |
| 41.                | voz humana         | 08′ |

| IV. Sección Bombarda C-c4 |                             |     |
| 42.                       | flautado mayor              | 16′ |
| 43.                       | flautado                    | 08′ |
| 44.                       | octava                      | 04′ |
| 45.                       | quincena                    | 02′ |
| 46.                       | nazardos y corneta III-VII0 |     |
| 47.                       | trompeta imperial           | 32′ |
| 48.                       | bombarda                    | 16′ |
| 49.                       | trompeta magna              | 16′ |
| 50.                       | clarin claro                | 08′ |
| 51.                       | chirimía                    | 04′ |
| 52.                       | violeta                     | 02′ |
| 53.                       | trompeta de batalla         | 08′ |
| 54.                       | bajoncillo                  | 04′ |

| Pedal C-a1 |                   |         |
| 55.        | contras           | 32′     |
| 56.        | flautado          | 16′     |
| 57.        | subbajo           | 16′     |
| 58.        | flautado          | 08′     |
| 59.        | bajo dulce        | 08′     |
| 60.        | octava            | 04′     |
| 61.        | compuestas IV     |         |
| 62.        | quinta            | 10 2⁄3′ |
| 63.        | nazardos III      |         |
| 64.        | contra bombarda 0 | 32′     |
| 65.        | bombarda          | 16′     |
| 66.        | fagot             | 16′     |
| 67.        | trompeta          | 08′     |
| 68.        | clarín            | 04′     |

- Koppeln:
  - Normalkoppeln: I/P, II/P, III/P, IV/P, II/I, III/I, IV/I, III/II
- Spielhilfen: Absteller (mixturas ex, llengüeteria ex, exterior ex) feste Kombinationen (tutti, zapata de expressión para el III), Setzeranlage

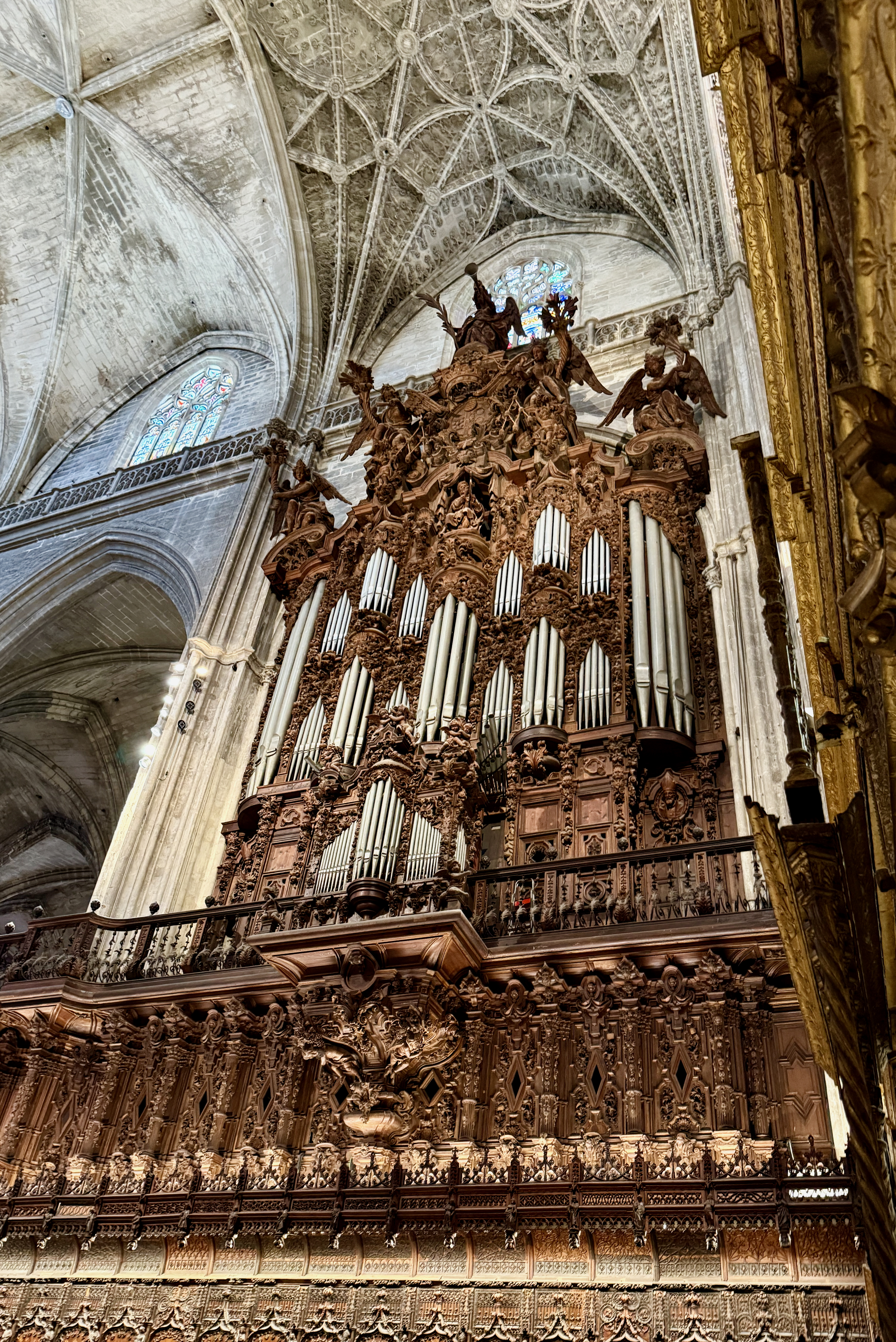
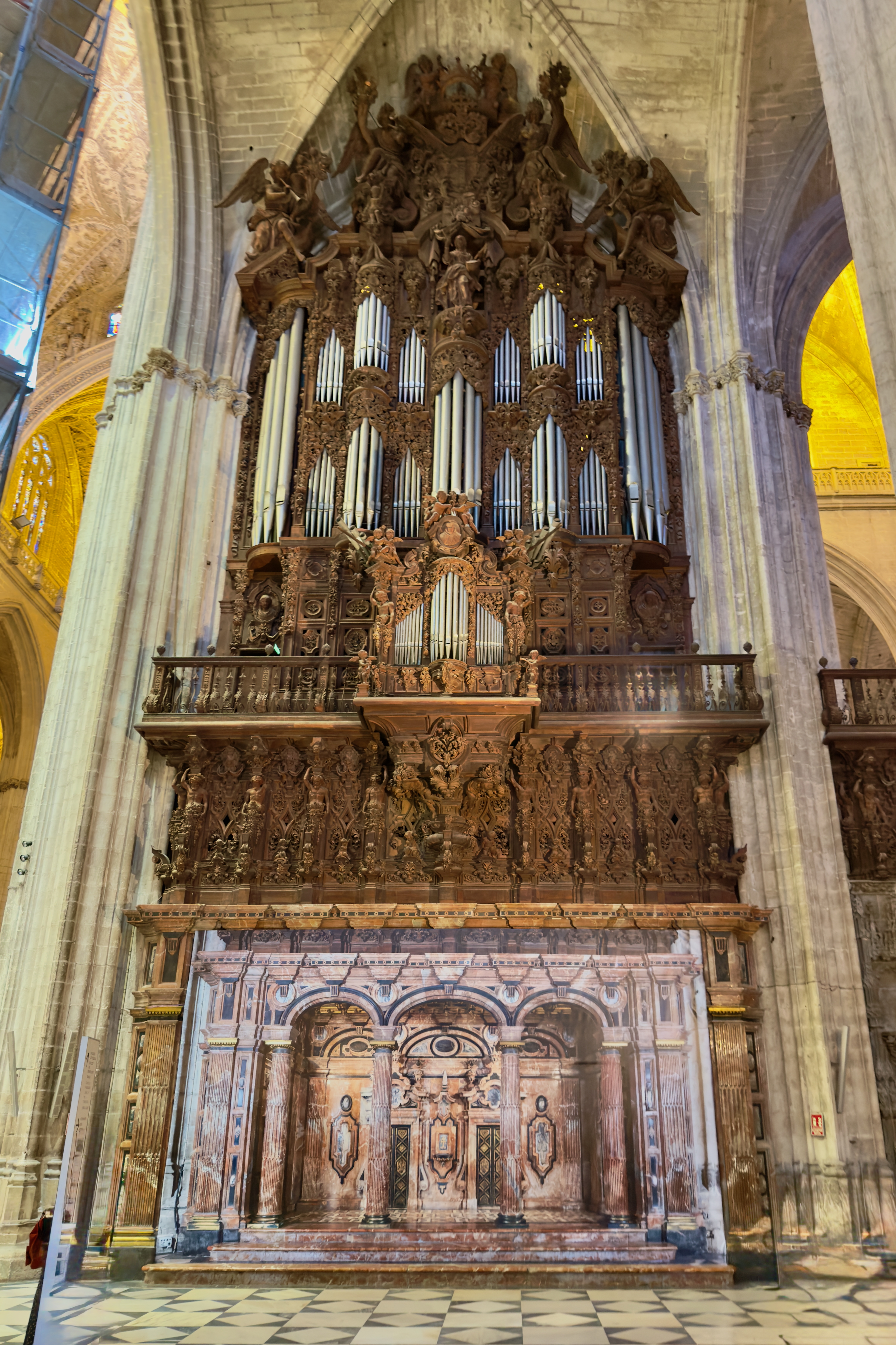
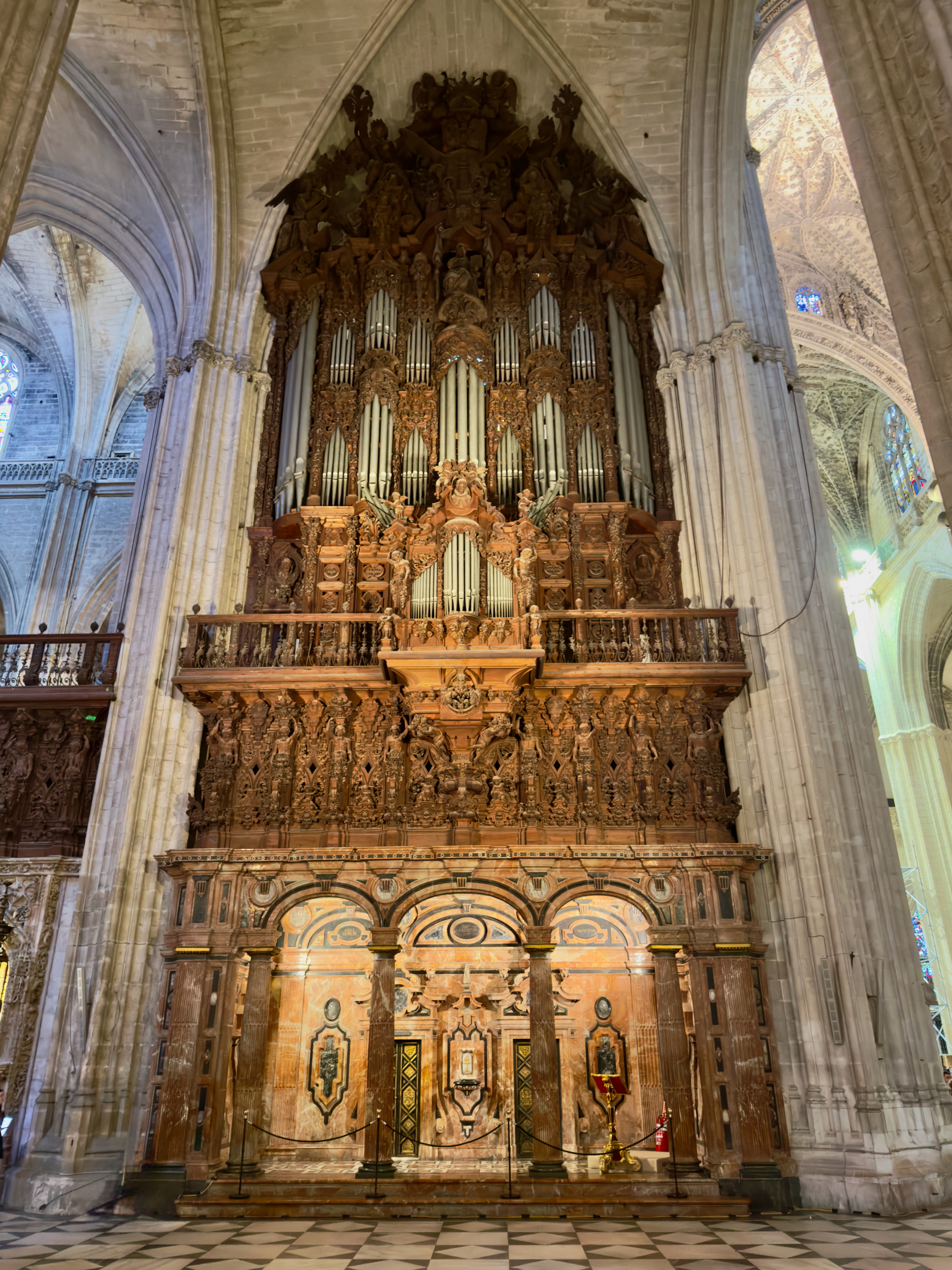
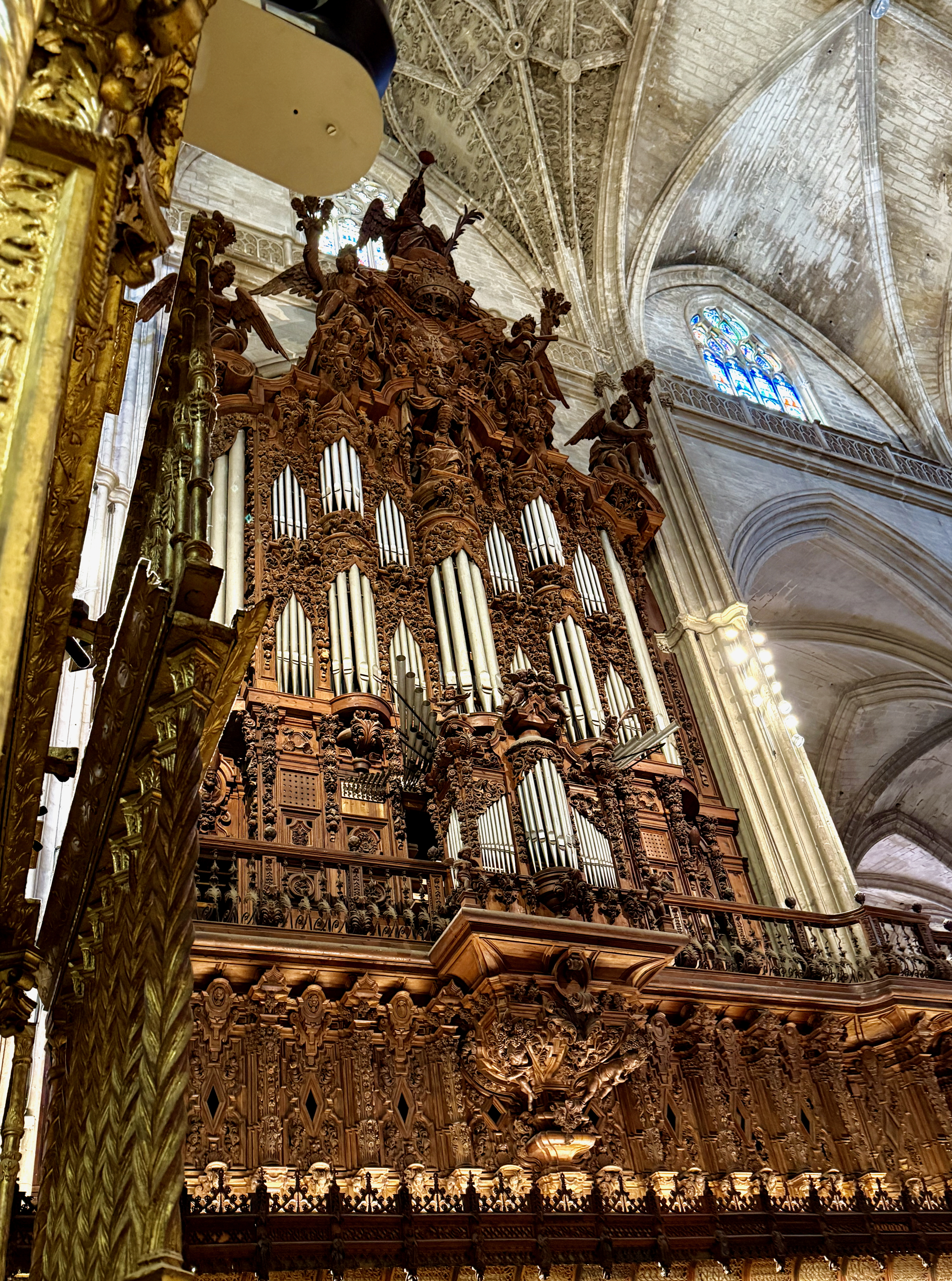

## Sarkophag des Christoph Kolumbus

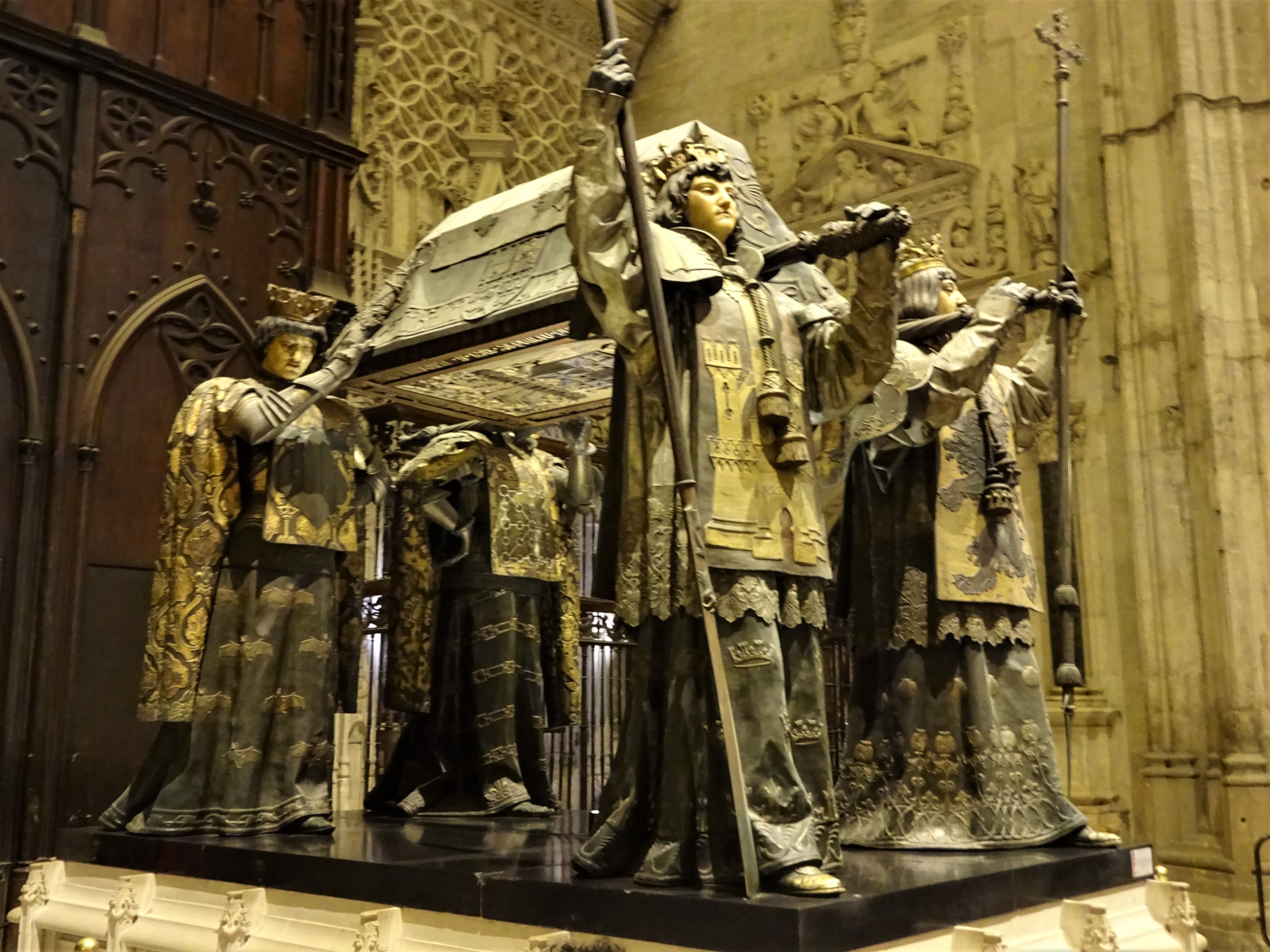
Sarkophag des Kolumbus

An der Puerta de la Lonja befindet sich der Sarkophag des Christoph Kolumbus. Das Denkmal entstand 1902. Der Sarkophag wird von vier Herolden getragen, die für die Königreiche Kastilien, León, Aragón und Navarra stehen. Dies ist eine Symbolik dafür, dass auch die sterblichen Überreste von Kolumbus „gereist“ sind. Nach seinem Tod in Valladolid im Jahre 1506 wurde er einige Jahre später nach Sevilla gebracht, 1542 dann auf Wunsch seines Enkels Diego Colón de Pravia in die Kathedrale von Santo Domingo (auf der Insel La Española, heute Dominikanische Republik) überführt. Als 1795 die Franzosen dorthin kamen, wollte man ihnen Kolumbus nicht überlassen und brachte die Überreste nach Havanna in die dortige Kathedrale. 1898, beim Abzug der Spanier aus Kuba nach verlorenem Unabhängigkeitskampf, nahmen sie das Skelett mit und bestatteten es wiederum in Sevilla. 
2006 führten spanische Wissenschaftler einen DNA-Abgleich mit den Überresten aus dem Sarkophag und Überresten von Kolumbus’ Bruder und seinem Sohn Fernando Kolumbus durch und bestätigten seine Identität. Dass die Träger mit den Wappen Kastiliens und Leons aufschauen, während die mit den Wappen von Navarra und Aragón zu Boden blicken, soll angeblich darauf hinweisen, dass zunächst nur die ersteren vom Kolonialhandel profitierten und die beiden anderen bis 1778 davon ausgeschlossen blieben.

## Giralda

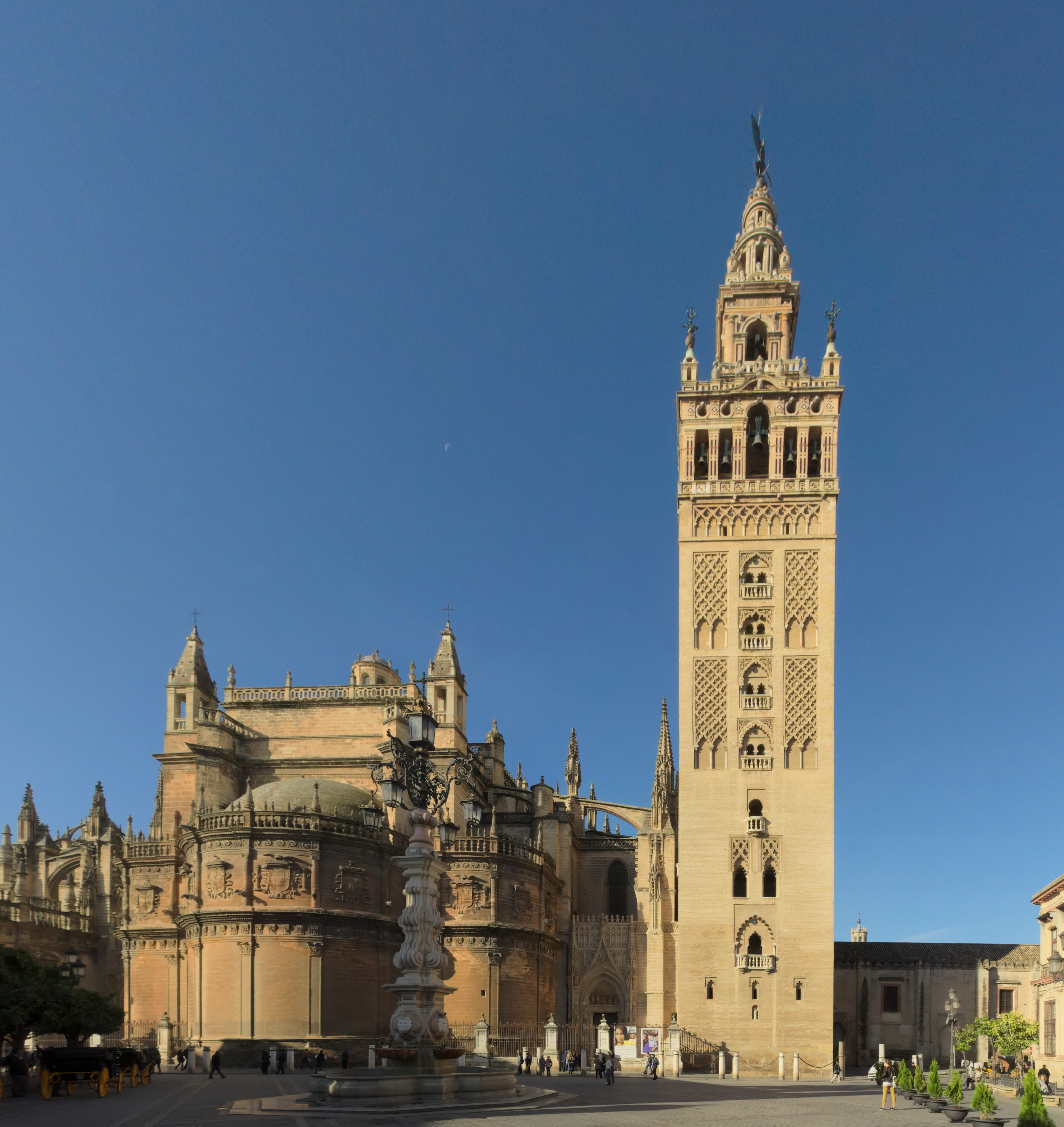
Giralda

Das Minarett der alten maurischen Moschee, heute Turm der Kathedrale, Giralda genannt, ist das Wahrzeichen der Stadt. Der Turm ist der Rest der einstigen Moschee aus dem Jahr 1184 und war damals eines der höchsten Bauwerke der Welt (nur von den zwei größten der drei Pyramiden in Gizeh (Ägypten) übertroffen).
Außergewöhnlich ist, dass dieser Turm bis zur Höhe des Glockenstuhles, d. h. bis zu der Galerie auf ca. 70 m Höhe, zu Pferde bestiegen werden kann. Statt Treppen legten die Baumeister eine ca. 2,50 m breite Rampe an, deren Deckenhöhe einen Aufstieg zu Pferd ermöglicht. Durch diese Rampe (anstelle von Treppen) konnten wichtige Nachrichten rasch verkündet werden.
Im Glockenhaus hängen 24 Glocken, 20 an der Außenseite – je 5 an jeder Seite – und 4 Glocken innen. Auf der Spitze des Turms steht der bronzene Giraldillo. Es handelt sich dabei um eine weibliche Statue als Inkarnation (Verkörperung) des triumphierenden christlichen Glaubens. Sie ist 4 m hoch, wiegt ca. 2.000 kg und stammt von dem Künstler Bartolomé Morel. Heute handelt es sich bei dem Giraldillo, die sich an der Puerta de San Cristobal (Puerta de la Lonja) vor der Kathedrale befindet, um eine Kopie des restaurierten Originals. Dort befindet sich der Touristeneingang für Einzelpersonen in die Kathedrale und zum Besichtigen der Giralda (2022: 12 €; Studierende unter 25 J.: 6 €).
Einschließlich der in christlicher Zeit durchgeführten Erweiterungen, mit dem Giraldillo, misst die Giralda 104,5 Meter. Der Name Giralda (spanisch: girar – drehen, kreisen) stammt von der Wetterfahne auf der Turmspitze.

## Orangenhof

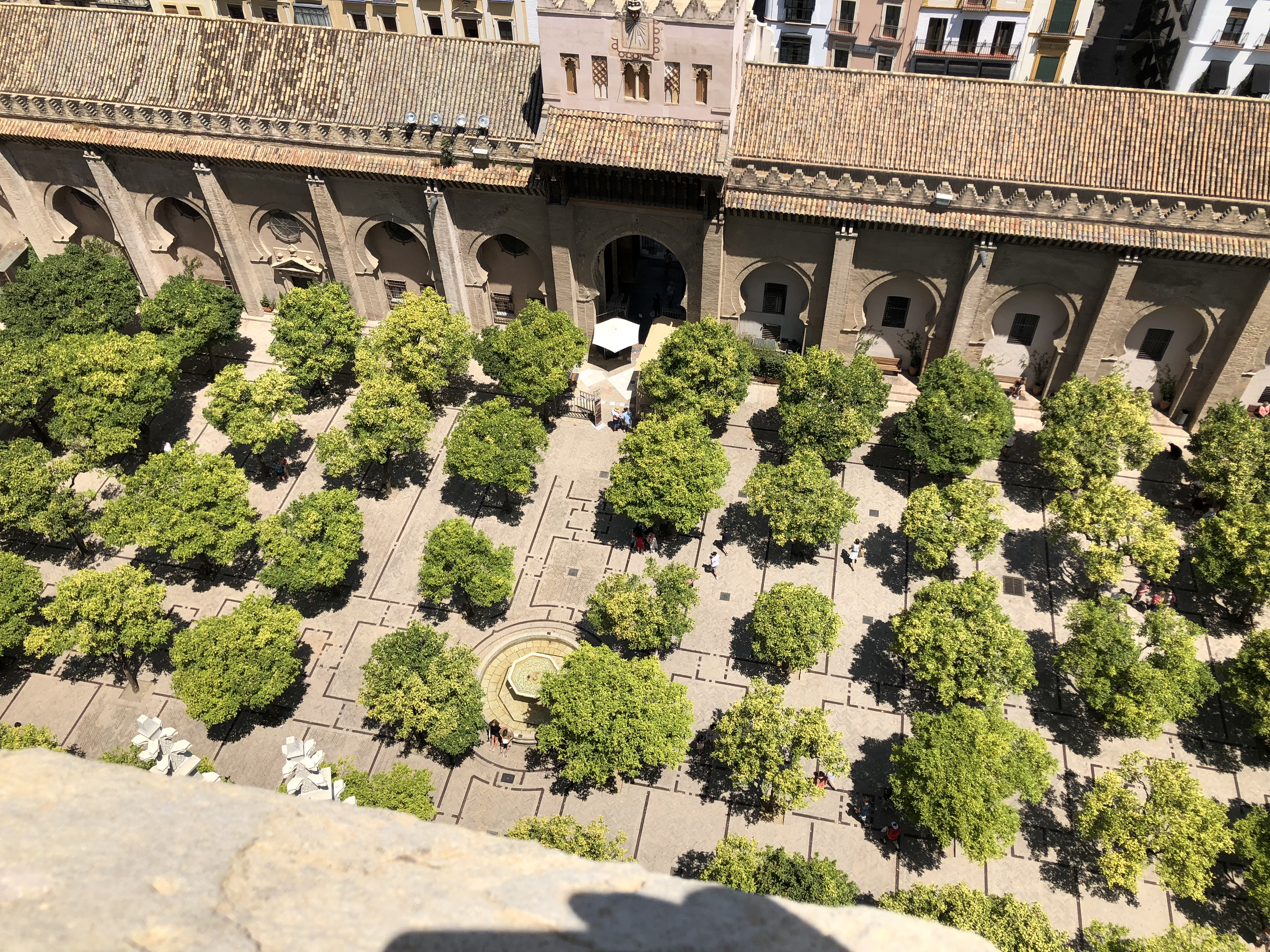
Orangenhof mit Brunnen vom Dach aus gesehen

Am Westportal, der Puerta del Perdón kontrastieren maurische Stilmerkmale wie kufische Schrift und Hufeisenbogen mit christlicher Kunst. Der Torbogen führt in den Orangenhof (Patio de los Naranjos). Vor der Westfassade der Kathedrale befindet sich der ehemalige Vorhof der Moschee. Der noch aus westgotischer Zeit stammende Brunnen wurde von den Mauren für rituelle Waschungen genutzt.